# Reana del Rojale
Reana del Rojale (friuli nyelven Reane dal Roiâl) település Olaszországban, Friuli-Venezia Giulia régióban, Udine megyében. Lakosainak száma 4657 fő (2023. január 1.). Reana del Rojale Nimis, Povoletto, Tavagnacco, Tricesimo, Udine és Tarcento községekkel határos.

## Népesség
A település népességének változása:
| Lakosok száma | 4909 | 4905 | 4657 |
|               | 2017 | 2018 | 2023 |